# Округ Мегс (Тенеси)
Округ Мегс (енгл. Meigs County) је округ у америчкој савезној држави Тенеси.

## Демографија
По попису из 2010. године број становника је 11.753, што је 667 (6,0%) становника више него 2000. године.
| Група             | 2000.          | 2010.          |
| Белци             | 10.788 (97,3%) | 11.261 (95,8%) |
| Афроамериканци    | 138 (1,2%)     | 116 (1,0%)     |
| Азијати           | 20 (0,2%)      | 18 (0,2%)      |
| Хиспаноамериканци | 63 (0,6%)      | 176 (1,5%)     |
| Укупно            | 11.086         | 11.753         |